# Communauté de communes Altitude 800
La communauté de communes Altitude 800 est une communauté de communes française située dans le département du Doubs, en Franche-Comté, dans la région administrative Bourgogne-Franche-Comté.

## Composition
La communauté de communes est composée des 9 communes suivantes :

| Nom                    | Code Insee | Gentilé    | Superficie (km2) | Population (dernière pop. légale) | Densité (hab./km2) |
| ---------------------- | ---------- | ---------- | ---------------- | --------------------------------- | ------------------ |
| Levier (siège)         | 25334      | Levitiens  | 44,34            | 2 345 (2022)                      | 53                 |
| Arc-sous-Montenot      | 25026      | Ratatas    | 10,72            | 228 (2022)                        | 21                 |
| Chapelle-d'Huin        | 25122      | Chapelins  | 23,71            | 534 (2022)                        | 23                 |
| Évillers               | 25229      |            | 13,02            | 390 (2022)                        | 30                 |
| Gevresin               | 25270      | Gevreniers | 6,91             | 153 (2022)                        | 22                 |
| Septfontaines          | 25541      |            | 18,37            | 383 (2022)                        | 21                 |
| Val-d'Usiers           | 25060      |            | 50,94            | 2 128 (2022)                      | 42                 |
| Villeneuve-d'Amont     | 25621      | Vermecelés | 14,27            | 221 (2022)                        | 15                 |
| Villers-sous-Chalamont | 25627      | Moissas    | 22,18            | 293 (2022)                        | 13                 |